# Louis DeSimone
Louis Anthony DeSimone (ur. 21 lutego 1922 w Filadelfii, zm. 5 października 2018 w Villanova, Pensylwania) – amerykański duchowny katolicki, biskup pomocniczy Filadelfii w latach 1981–1997.

## Życiorys
Święcenia kapłańskie otrzymał 10 maja 1952 i inkardynowany został do rodzinnej archidiecezji.
27 czerwca 1981 papież Jan Paweł II mianował go biskupem pomocniczym Filadelfii ze stolicą tytularną Cillium. Sakrę otrzymał z rąk ówczesnego metropolity kard. Johna Krola. Na emeryturę przeszedł 5 kwietnia 1997.
Zmarł 5 października 2018.